# رأس المال (كتاب)
رأس المال (بالألمانية: Das Kapital, Kritik der politischen Ökonomie) والذي يعني رأس مال: نقد الاقتصاد السياسي هو كتاب يمثل عماد الاقتصاد السياسي الماركسي، يتألف من ثلاثة مجلدات، أنجزه كارل ماركس عام 1867، المجلدان الثاني والثالث منه جمعهما وأتمّهما فريدريك أنجلز.

يعتبر كتاب رأس المال من أهم الأعمال الفكرية التي صدرت في القرن التاسع عشر، كما أنه يمكن أن يصنف مع منجزات فكرية كبرى مثل كتاب روح القوانين لمونتسكيو، ونقد العقل المجرد لكانت، عدا عن أنه واحد من أهم كتابين مؤسسين في العلوم الاقتصادية، إلى جانب ثروة الأمم لآدم سميث.
يُعتبر الكتاب نص نظري تأسيسي في الفلسفة المادية والاقتصاد والسياسة لكارل ماركس. هدَف ماركس إلى الكشف عن الأنماط الاقتصادية التي يقوم عليها نمط الإنتاج الرأسمالي بشكل مختلف عن الاقتصاد السياسي الكلاسيكي الذي أتى به آدم سميث وجان بابتيست ساي وديفيد ريكاردو وجون ستيوارت ميل. بينما لم يعش ماركس لنشر الجزأين الثاني والثالث المخطط لهما، فقد تم استكمالهما من ملاحظاته ونشرهما بعد وفاته صديقه فريدريك إنجلز. كتاب رأس المال هو أكثر كتاب استُشهد به في العلوم الاجتماعية وأكثر الكُتب التي تم نشرها قبل عام 1950.

## موضوع الكتاب
في الجزء الأول من الكتاب 1867 اقترح ماركس أن القوة المحركة للرأسمالية تكمن في استغلال العامل الذي يعتبر عمله غير المدفوع الأجر المصدر الأساسي لفائض القيمة. يمكن لصاحب وسائل الإنتاج المطالبة بفائض القيمة هذا لأنه محمي قانونياً من قبل النظام الحاكم من خلال حقوق الملكية والتوزيع القانوني للأسهم التي توزع بموجب القانون فقط على أصحاب الشركات وأعضاء مجلس إدارتها. يوضح القسم التاريخي كيف تم الحصول على هذه الحقوق في المقام الأول من خلال النهب والغزو ونشاط التاجر و «الوسيط». في إنتاج رأس المال؟
يعمل العمال باستمرار على إعادة إنتاج الظروف الاقتصادية التي يعملون بموجبها. يقترح رأس المال تفسيراً لـ «قوانين الحركة» في النظام الاقتصادي الرأسمالي من أصوله إلى مستقبله من خلال وصف ديناميكيات تراكم رأس المال ونمو العمل المأجور وتحول مكان العمل وتركيز رأس المال والمنافسة التجارية والنظام المصرفي وانخفاض معدل الربح وإيجارات الأراضي، وما إلى ذلك. يقترح نقد الاقتصاد السياسي للرأسمالية:
- العمل المأجور هو الوحدة الأساسية للمجتمع الرأسمالي. ولأن التجارة كنشاط بشري لا تعني ضمناً أي أخلاق تتجاوز تلك المطلوبة لشراء وبيع السلع والخدمات، فإن نمو نظام السوق جعل كيانات منفصلة من المجالات الاقتصادية والأخلاقية والقانونية للنشاط البشري تتواجد في المجتمع؛ وبذلك فإن القيمة الأخلاقية الذاتية منفصلة عن القيمة الاقتصادية الموضوعية. تم إعادة تنظيم الاقتصاد السياسي (التوزيع العادل للثروة) و «الحساب السياسي» (حول الضرائب) إلى ثلاثة مجالات منفصلة للنشاط البشري، وهي الاقتصاد والقانون والأخلاق وبذلك فق فُصلتْ السياسة والاقتصاد.
- التكوين الاقتصادي للمجتمع هو سيرورة التاريخ الطبيعي؛ وبالتالي، يمكن للاقتصاد سياسي أن يدرس بموضوعية القوانين العلمية للرأسمالية وبالنظر إلى أن توسعها في نظام السوق التجاري فققد أصبحت العلاقات الاقتصادية البشرية موضوعية. أدى استخدام المال «النقد» إلى تحطيم الأفكار الدينية والسياسية حول قيمتها الاقتصادية واستبدالها بقيمة السلع، الاعتقاد بأن الشيء (السلعة) له قيمة اقتصادية متأصلة. لأن التكوين الاقتصادي المجتمعي هو عملية تاريخية ولا يمكن لأي شخص التحكم فيه أو توجيهه وبالتالي سيخلق هذا التكوين مجتمع عالمي محتوي على روابط اجتماعية بين الرأسماليين. وهكذا فإن التكوين الاقتصادي (التجارة الفردية) للمجتمع يسبق الإدارة البشرية للاقتصاد (التجارة المنظمة).
- تُقدم التناقضات الهيكلية للاقتصاد الرأسمالي قالب:إلم وصفاً للمتناقضة الناشئة عن الطابع المزدوج للعمل ومن ثم الصراع الطبقي بين العمل ورأس المال، والعامل المأجور ومالك وسائل الإنتاج. هذه التناقضات الاقتصادية الرأسمالية تعمل «خلف ظهور» الرأسماليين والعمال نتيجة لأنشطتهم ومع ذلك تظل خارج نطاق تصوراتهم المباشرة كأشخاص وكطبقات اجتماعية.[2]
- الأزمات الاقتصادية (الركود، الكساد، وما إلى ذلك) التي تضرب بجذورها الطبيعة المتناقضة للقيمة الاقتصادية للسلعة (وحدة الاقتصاد الأساسية) في المجتمع الرأسمالي هي ظروف التي ترضي الثورة البروليتارية التي تم التأسيس لها في البيان الشيوعي (1848) حيث ستثور الطبقة العاملة البرجوازية بمختلف أشكالها.
- في الاقتصاد الرأسمالي يؤدي التطور التكنولوجي وما يترتب عليه من زيادة في الإنتاج إلى زيادة كمية الثروة المادية (قيمة الاستخدام) في المجتمع بينما يؤدي في نفس الوقت إلى تقليل القيمة الاقتصادية لنفس الثروة وبالتالي تقليل معدل الربح - وهي سمة متناقضة للأزمة الاقتصادية في اقتصاد رأسمالي. «الفقر وسط الوفرة» الناتج عن الإفراط في الإنتاج ونقص الاستهلاك.

بعد عقدين من الدراسة الاقتصادية والعمل التحضيري (خاصة فيما يتعلق بنظرية فائض القيمة)، ظهر المجلد الأول في عام 1867 باسم عملية إنتاج رأس المال. بعد وفاة ماركس عام 1883 قدم إنجلز المجلد الثاني: عملية تداول رأس المال في عام 1885؛ والمجلد الثالث: العملية الشاملة للإنتاج الرأسمالي عام 1894 من المخطوطات والمجلد الأول. تُعرف هذه المجلدات الثلاثة مجتمعة باسم كتاب رأس المال.

## ملخص الكتاب

### رأس المال: المجلد الأول
رأس المال: المجلد الأول (1867) هو تحليل نقدي للاقتصاد السياسي، يهدف إلى الكشف عن تناقضات نمط الإنتاج الرأسمالي وكيف كان مقدمة لنمط الإنتاج الاشتراكي والصراع الطبقي المتجذر في العلاقات الاجتماعية الرأسمالية للإنتاج. نُشر هذا المُجلد في 14 سبتمبر من العام 1867 وهو مخصص لويلهلم وولف وهوالمجلد الوحيد الذي نُشر في حياة ماركس.

### رأس المال: المجلد الثاني
رأس المال: المجلد الثاني حَمَلَ عنوان «عملية تداول رأس المال» وهو كتاب أعده أنجلز من ملاحظات تركها ماركس ونشرها عام 1885. ينقسم الجزس الثاني لثلاثة أجزاء:
- تحولات رأس المال ودوائرها
- معدل دوران رأس المال
- استنساخ وتداول رأس المال الاجتماعي الكلي.

في المجلد الثاني توضحت الأفكار الرئيسية وراء السوق وهي كيفية تحقيق القيمة وفائض القيمة. إنها شخصية درامية؛ لم يعد العامل والصناعي فقط هما الأساس (كما في المجلد الأول) بل صاحب المال ومقرضه، وتاجر الجملة، والتاجر ورجل الأعمال أو الرأسمالي العامل. إضافة إلى ذلك يظهر العمال في المجلد الثاني بصفة أساسية كمشترين للسلع الاستهلاكية وبالتالي كبائعين لقوة العمل السلعية بدلاً من منتجي القيمة وفائض القيمة، على الرغم من أن هذه الخاصية الأخيرة التي تم تأسيسها في المجلد الأول تظل الأساس المتين الذي يستند إليه تحليل يتكشف.
كتب ماركس في رسالة أرسلها إلى إنجلز في 30 أبريل 1868
هذا التشابك، الذي يُنظر إليه على أنه حركة للسلع والنقود مكّن ماركس من العمل على الأقل على العناصر الأساسية إن لم يكن الشكل النهائي لنظرية متماسكة للدورة التجارية بناءً على حتمية عدم التوازن الدوري بين العرض والطلب في ظل نمط الإنتاج الرأسمالي
الجزء الثالث هو نقطة الانطلاق لموضوع تراكم رأس المال الذي تمت معالجته لاحقًا بالتفصيل من قبل روزا لوكسمبورغ إضافة لآخرين.

### رأس المال: المجلد الثالث
رأس المال: المجلد الثالث بعنوان «عملية الإنتاج الرأسمالي ككل» أعده إنجلز من ملاحظات تركها ماركس ونُشر عام 1894 ومُقسم إلى سبعة أجزاء:
- تحول فائض القيمة إلى ربح ومعدل فائض
- تحول الربح إلى ربح وسطي
- قانون ميل معدل الربح إلى الهبوط
- تحويل رأس المال السلعي ورأس المال النقدي إلى رأس المال التجارة بالسلع ورأس المال التجارة بالنقد (رأس مال التجاري)
- إنقسام الربح إلى فائدة وربح صاحب المشروع
- تحويل الربح الإضافي إلى ربح عقاري
- الإيرادات ومصادرها[ar 4]

المجلد الثالث هو الملجد الأكثر شُهرة حيث قدم ماركس تفسيره: ارتفاع متطلبات رأس المال الثابت العضوي للإنتاج كنتيجة للتقدم في الإنتاج بشكل عام، فإن معدل الربح يميل إلى الانخفاض. هذه النتيجة التي يعتقد الماركسيون الأرثوذكسيون أنها خاصية متناقضة رئيسية تؤدي إلى انهيار حتمي للنظام الرأسمالي، تمسك بها ماركس وإنجلز كنتيجة للتناقضات المختلفة في نمط الإنتاج الرأسمالي وتؤدي إلى أزمات يستلزم حلها ظهور نمط جديد تمامًا للإنتاج بنفس الديالكتيك التاريخي الذي أدى إلى ظهور الرأسمالية من الأشكال السابقة.

## المؤثرات

### التأثيرات على كارل ماركس
كتب ماركس أطروحته الجامعية في مقارنة فلسفة الطبيعة في أعمال الفلاسفة ديموقريطس (حوالي 460-370 قبل الميلاد) وأبيقور (341-270 قبل الميلاد). وقد اشتق التفسير المنطقي لرأس المال جزئياً من السياسة والأخلاق النيقوماخية لأرسطو بما في ذلك التمييز الأساسي بين قيمة الاستخدام وقيمة التبادل والقياسات المنطقية (سلعة-قيمة-سلعة وقيمة-سلعة-قيمة)
 للتداول البسيط للسلع وتداول القيمة كرأس مال. علاوة على ذلك، فإن وصف الآلات في ظل علاقات الإنتاج الرأسمالية بأنها «آلية ذاتية الفعل» مشتق من تخمينات أرسطو حول أدوات غير حية قادرة على إطاعة الأوامر كشرط لإلغاء العبودية. تطلبت دراسة هذه الأدبيات السياسية والاقتصادية اثنى عشر عاما قضاها ماركس بالدارسة في المكتبة البريطانية في لندن.

### تأثير كتاب رأس المال
كان الغرض من كتاب رأس المال تكوين أساس علمي لسياسة الحركة العمالية الحديثة. هدَف العمل بشكل واضح تطوير العلم ومعرفة التأثير النقد لدرجة يمكن تمثيله بها دياليكتيكيا ومنه الكشف عن قانون حركة المجتمع الحديث لوصف كيفية تكوين نط الإنتاج الرأسمالي لمقدمة للإنتاج الاشتراكي. تتألف الحجّة من نقد للاقتصاد الكلاسيكي لآدم سميث وديفيد ريكاردو وجون ستيوارت ميل وبنجامين فرانكلين، بالاعتماد على المنهج الديالكتيكي الذي طوره هيجل في علم المنطق وظاهرة الروح. ومن التأثيرات الفكرية الأخرى على رأس المال الاشتراكيون الفرنسيون شارل فورييه وهنري دي سان سيمون وجان شارل ليونارد دي سيسموندي وبيير جوزيف برودون.

## رأس المال: الجزء الرابع

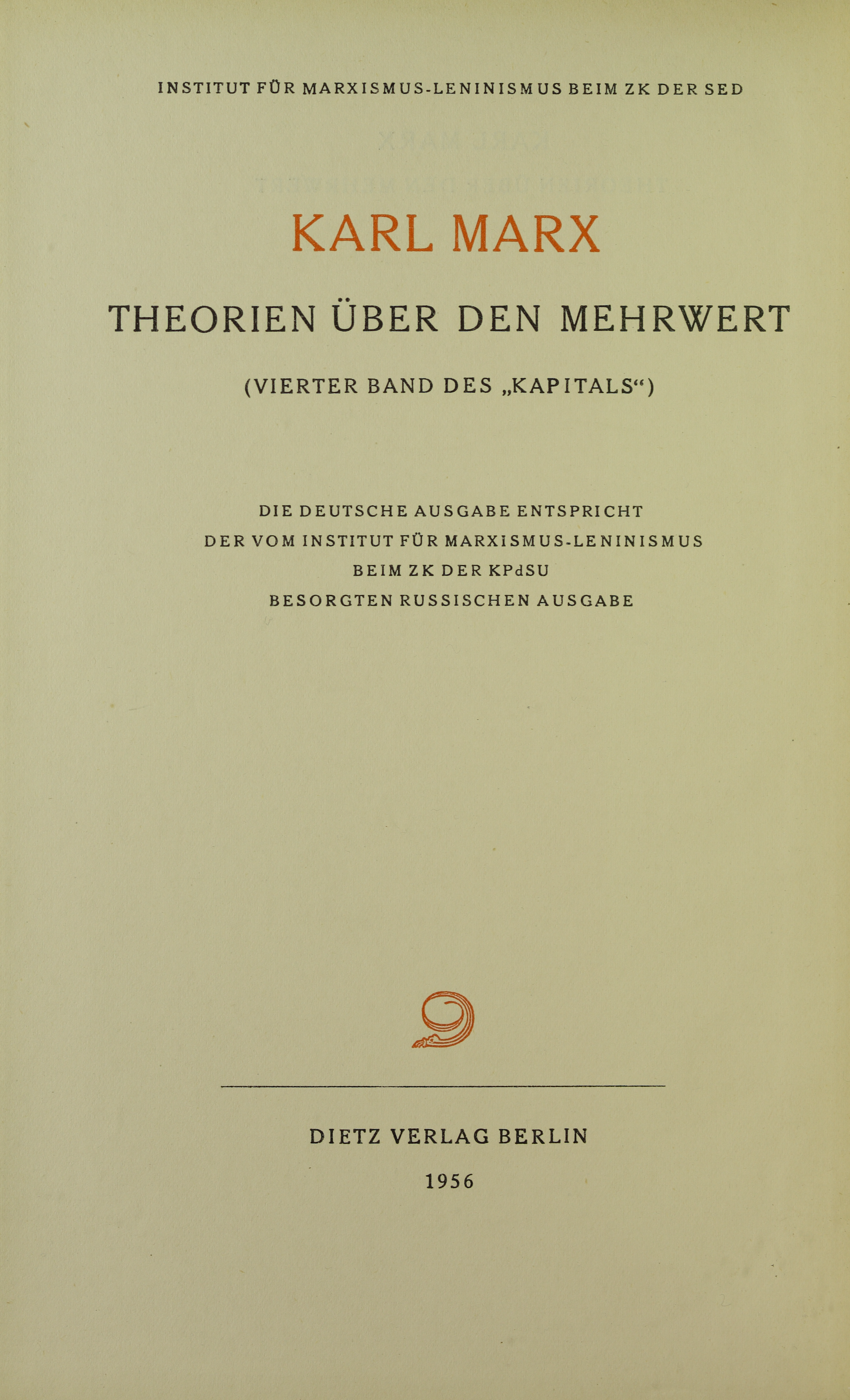
كتاب نظرية فائض القيمة باللغة الألمانية

عند وفاته في عام 1883 كان ماركس قد أعد مخطوطة الجزء الرابع من رأس المال وهي مخطوطة تعالج التاريخ النقدي لنظريات القيمة الزائدة في عصره بالاستناد إلى المخطوطة السابقة التي كتبها عن فائض القيمة عام 1962-63. نشر الفيلسوف كارل كاوتسكي نسخة جزئية من نقد ماركس لفائض القيمة ونشر لاحقاً طبعة كاملة من ثلاثة مجلدات باسم نظريات فائض القيمة (بالألمانية: Theorien über den Mehrwert). نُشر المجلد الأول باللغة الإنجليزية عام 1952 تحت عنوان «تاريخ النظريات الاقتصادية».

## النشر
نُشر رأس المال: المجلد الأول (1867) أثناء حياة ماركس وبعد وفاته في عام 1883 قبل أن يكمل مخطوطات رأس المال: المجلد الثاني (1885)، ورأس المال: المجلد الثالث (1894) وقد قام بتنسيقهم ونشرهم صديقه فريدريش إنجلز ونشره باعتباره العمل ماركس.
أثناء الركود الكبير الناجم عن الانهيار الاقتصادي العالمي في 2008-2009 كان الطلب على كتاب رأس المال مرتفعاً في ألمانيا.

### الترجمة
أول نسخة مترجمة من رأس المال كانت في الإمبراطورية الروسية في مارس 1872. وأول ترجمة إنجليزية للعمل ظهرت في عام 1887. على الرغم من الرقابة في الإمبراطورية الروسية اوالتي كانت تحظر «المذاهب الضارة للاشتراكية والشيوعية». اعتبر المراقبون الروس رأس المال «عملاً علمياً بحتاً» للاقتصاد السياسي لا ينطبق محتواه على روسيا الملكية حيث لم يحدث «استغلال رأسمالي» أبداً وبناءً على ذلك تم رفضه رسمياً نظراً لأن «قلة قليلة من الناس في روسيا سيقرؤونها، وعدد أقل سيفهمها». لكن ماركس نفسه أقر بأن روسيا كانت الدولة التي تمت قراءة الجزء الأول من رأس المال فيها وتقديرها أكثر من أي مكان آخر. فمثلاً كانت النسخة الروسية هي الأسرع مبيعًا حيث بيعت 3000 نسخة في عام واحد بينما استغرقت النسخة الألمانية خمس سنوات لتحقيق بيع 1000 نسخة أي أن انتشار الترجمة الروسية كان أسرع بخمسة عشر مرة من النسخة الألمانية الأصلية.
الطبعات الأجنبية لرأس المال نقد للاقتصاد السياسي (1867) لكارل ماركس يتضمن ترجمة روسية للاشتراكي الثوري ميخائيل باكونين (1814-1876). في العموم فقد تُرجم عمل ماركس لاحقا إلى جميع اللغات الرئيسية وقد صدر الكتاب أكثر من عشرِ مراتٍ باللغة العربية أبرزها كانت صدوره عن وزارة الثقافة في دمشق عام 1930 مُترجماً من قبل أنطوان حمصي وصدوره عن دار الإنجلو المصرية عام 1931 مُترجماً من قبل راشد البراوي. نُشرت الترجمة الإنجليزية للمجلد الأول من قبل صمويل موري [الإنجليزية] وإليانور ماركس تحت إشراف إنجلز وفي عام 1887 تم نشر الكتاب تحت عنوان «رأس المال: تحليل نقدي للإنتاج الرأسمالي» بقلم سوان سونينشين [الإنجليزية] وآخرين. وقد أعيد إصدار هذه النسخة في السبعينات من قبل قالب:دار التقدم (موسكو)، في نفس الوقت قام بن فوكس وديفيد فيرنباخ بإصدار ترجمة أحدث للغة الإنكليزية وهذه كانت النسخة النهائية لأعمال ماركس، وعُرفت بـ(بالإنجليزية: MEGA II) وهو اختصار للاسم الأصلي (ماركس-إنجلز الإصدار الكامل [الإنجليزية] (بالإنجليزية: Marx-Engels Gesamtausgabe) وكانت نسخة متضمنة لعمل رأس المال كاملاً (المجلد الأول فقط باللغة الفرنسية) وتعرض جميع الإصدارات والتعديلات التي تم إجراؤها على النص بالإضافة إلى شرح وافي جداً من الهوامش والمراجع التبادلية.
في عام 2012، أصدرت رد كيول بوكس (بالإنجليزية: Red Quill Books) نسخة للمجلد الأول بطريقة المانغا اليابانية وهي ترجمة إنجليزية موسعة لإصدار الجيب الياباني الناجح لنفس الكتاب في عام 2008 والمعروفة باسم مانغا رأس المال [الإنجليزية].